# Est-Ouest
Est-Ouest é um filme de drama francês de 1999 dirigido e coescrito por Régis Wargnier. Foi indicado ao Oscar de melhor filme estrangeiro na edição de 2000, representando a França.

## Elenco
- Sandrine Bonnaire
- Catherine Deneuve
- Oleg Menshikov
- Bohdan Stupka